# Andreas Becker
Pour les articles homonymes, voir Andreas Becker (homonymie) et Becker.
Andreas Becker (né le 8 mars 1970 à Mülheim (Rhénanie-du-Nord-Westphalie)) est un joueur de hockey sur gazon allemand. Il participe aux Jeux olympiques d'été de 1992 et il remporte la médaille d'or de la compétition.

## Palmarès

### Jeux olympiques
- Jeux olympiques de 1992 à Barcelone,  Espagne
  -  Médaille d'or.